# The Freddie Mercury Tribute Concert
The Freddie Mercury Tribute Concert var en konsert som hölls den 20 april 1992 på Londons Wembley Stadium inför en publik på 72 000 personer. Konserten direktsändes i TV och radio i 76 länder. Konserten var en direkt hyllning till Freddie Mercury, sångaren i Queen som avled den 24 november 1991 och samtliga intäkter gick till AIDS-forskning. Det blev också basisten John Deacons allra sista konsert med Queen. Intäkterna användes till att starta välgörenhetsorganisationen The Mercury Phoenix Trust.

## Konserten
Konserten började med korta konserter från olika band som tog inspiration från Queen, till exempel Metallica, Extreme, Def Leppard och Guns N' Roses. Mellan banden, när funktionärerna ändrade scenen, så visades olika videoklipp till Freddie Mercurys ära.
Den andra halvan av konserten bestod av de tre resterande Queen-medlemmarna John Deacon (bas), Brian May (gitarr) och Roger Taylor (trummor), tillsammans med olika gästsångare och gitarrister.
Bland annat medverkade Elton John, Roger Daltrey (från The Who), Tony Iommi (från Black Sabbath), David Bowie, Mick Ronson (från Spiders from Mars), James Hetfield (från Metallica), George Michael, Seal, Paul Young, Annie Lennox, Lisa Stansfield, Robert Plant (från Led Zeppelin), Joe Elliott och Phil Collen (från Def Leppard), Axl Rose och Slash (från Guns N' Roses), Liza Minnelli med flera. U2 framförde "Until the end of time" via satellit från USA..

## Uppträdanden

### Utan Queen
- Metallica - "Enter Sandman", "Sad But True", "Nothing Else Matters"
- Extreme - Queen-medley, "More Than words"
- Def Leppard -"Animal", "Let's Get Rocked", "Now I'm Here" (med Brian May)
- Bob Geldof - "Too Late God"
- Spinal Tap -" The Majesty of Rock"
- U2 - "Until the End of the World" - spelades via satellit från Sacramento i Kalifornien.
- Guns N' Roses - "Paradise City", "Only Women Bleed" (intro), "Knockin' on Heaven's Door"
- Mango Groove - "Special Star" - spelades via satellit från Johannesburg, Sydafrika.
- Elizabeth Taylor - Tal om att förebygga AIDS.

### Med Queen
- Queen + Joe Elliott/Slash - "Tie Your Mother Down"
- Queen + Roger Daltrey/Tony Iommi - "Heaven and Hell" (intro), "Pinball Wizard" (intro), "I Want It All"
- Queen + Zucchero - "Las Palabras de Amor"
- Queen + Gary Cherone/Tony Iommi - "Hammer to Fall"
- Queen + James Hetfield/Tony Iommi - "Stone Cold Crazy "
- Queen + Robert Plant - "Innuendo", "Thank You" (intro), "Crazy Little Thing Called Love"
- Brian May tillsammans med Spike Edney - "Too Much Love Will Kill You"
- Queen + Paul Young - "Radio Ga Ga"
- Queen + Seal - "Who Wants to Live Forever"
- Queen + Lisa Stansfield - "I Want to Break Free"
- Queen + David Bowie/Annie Lennox - "Under Pressure"
- Queen + Ian Hunter/David Bowie/Mick Ronson/Joe Elliot/Phil Collen - "All The Young Dudes"
- Queen + David Bowie/Mick Ronson - "Heroes"/"The Lord's Prayer"
- Queen + George Michael - "'39"
- Queen + George Michael/Lisa Stansfield - "These Are the Days of Our Lives"
- Queen + George Michael - "Somebody to Love"
- Queen + Elton John/Axl Rose - "Bohemian Rhapsody"
- Queen + Elton John/Tony Iommi - "The Show Must Go On"
- Queen + Axl Rose - "We Will Rock You"
- Queen + Liza Minnelli/Cast - "We Are the Champions"
- Queen - God Save The Queen

### Medverkande musiker
Följande medverkade som en del av Queen:
- Spike Edney - keyboard, piano, bakgrundssång
- Mike Moran - piano i "Who Wants to Live Forever" och "Somebody to Love"
- Josh Macrae - trummor i några av Queens låtar
- Chris Thompson - bakgrundssång, akustisk gitarr i "I Want It All", "Crazy Little Thing Called Love" och "Heroes"
- Maggie Ryder - bakgrundssång
- Miriam Stockley - bakgrundssång
- The London Community Gospel Choir - bakgrundssång i "Somebody to Love" och "We Are the Champions"
- John Jones - orgel och bakgrundssång i "We are the Champions"